# Paul Bragg
Paul C. Bragg (ejtsd: pól szí breg) (Batesville, Indiana, 1895. február 6. – Miami Beach, Florida, 1976. december 7.) táplálkozási szakértő, tanácsadó, az Amerikai Egyesült Államok wellnessmozgalmának egyik úttörője, számos könyv szerzője, showman.

## Élete
Bár ő maga azt állította, hogy 1881-ben született Virginiában, de a mai kutatások alapján jóval később, 1895-ben, Batesville-ben, Indiana államban. 
Korai éveiről keveset tudunk. Szülei: Elton Caroline és Robert Bragg, aki az amerikai kormány kiadóhivatalánál dolgozott.
Fiatalkorában Bernarr MacFadden Testkultúra (Physical Culture) című magazinjának egyik szerkesztője volt. 1915-ben nősült először, majd 1921 körül a családjával Kaliforniába költöztek. 1922-ben született fia, Robert Elton (1922–1993. Neki lett később Patricia Bragg (született Pendleton), a Böjt csodája könyv társszerzője – a felesége.
Kaliforniában először a YMCA keresztény ifjúsági szervezetnél dolgozott, majd 1924-től testnevelő tanárként egy középiskolában, Redondo Beachen (DNy-Los Angeles).
1926-ban, vállalkozóként megnyitotta a wellness központját, Health Center of Los Angeles néven (N. 7th Street. L.A.), 1928-ban pedig a Bragg Health Centert ("Bragg Egészségközpont", South Hill Street, L.A.)
1926–1928 között hetenként írt egészségügyi cikkeket a Los Angeles Times újságba.
Országos előadássorozatot tartott az Egyesült Államokban, előadásai ingyenesek voltak. Egyik ilyen előadásán vett részt az akkor 15 éves Jack LaLanne, akinek az életét megváltoztatta Bragg egészségügyi üzenete és elindította őt azon az úton, hogy Amerika fitnessguruja váljon belőle.
1929-ben jelent meg az egyik legkoraibb könyve a Cure Yourself (Gyógyítsd önmagad) címen. Mivel ebben a korban a könyvkereskedési üzletek vidéken nehezen voltak hozzáférhetők, könyvét előadásai során árusította.
1930-ban egy kaliforniai nyers táplálkozási aktivista és orvos, St. Louis Estes perelte a saját könyve jogsértő másolása miatt. A plágiumper eredménye nem ismert.
Miután első feleségétől 1928-ban elvált. Volt felesége, Neva és új férje, a három Bragg-gyerekkel együtt Los Angelesben éltek.
1930-ban újra nősült. Ez a házassága csak csekély kétévig tartott, és 1932-as válása után soha nem nősült újra.
1935 és 1954 között a kailforniai Burbankben lakott, és élelmiszergyártó kis cége, a Live Food Products, Inc., majd később a Bragg Live Foods, Inc. néven is itt működött ebben az időszakban. Ezt követően a kaliforniai Desert Hot Springsbe, majd az 1960-as években, legalább részben, Hawaiira költözött.
Állítása szerint Bernarr MacFaddennel járta az egész világot, hogy felkutassák a Földön élő legidősebb személyt, illetve bebizonyítsák hogy 100 éven túl is lehet aktív életet élni.
A későbbiekben előadásokat tartott az angol nyelvű országokban és saját tévéműsorral lépett fel Hollywoodban, melynek címe Egészség és Boldogság volt. Bragg azt hangsúlyozta, hogy ő maga az élő bizonyítéka a tanításainak. Számtalan sportolónak, olimpiai bajnoknak, hollywoodi sztárnak, politikusnak és az üzleti élet óriásainak volt egészségi és fitnesztanácsadója.
1959-től – miután fia, Robert és annak felesége elváltak – egykori menye, Patricia is csatlakozott előadókörútjaihoz és különböző televíziós fellépéseihez (KHJ-TV, Channel 9, Los Angeles tévécsatornákon). Kettőjük neve alatt jelent meg a legismertebb könyve – amelynek szinte 99%-át Paul Bragg írta – The Miracle of Fasting címmel. Ez a könyv jóval később Oroszországban és Ukrajnában bestseller lett. Magyarul A böjt csodája címmel  illetve Gyógyulás gyógyszerek nélkül címmel  is megjelent.
Halála előtt egy évvel a People magazinban jelent meg egy cikk róla, amelyben kifejtette, hogy magas kora ellenére soha nem fáj semmije, a betegség messzire elkerüli. Mérföldeket futott és 
úszott minden nap, teniszezett, hegyet mászott. Könyvében leírja, hogy egyúttal hatalmas szellemi teljesítményekre is képes. „Ha elolvasok egy könyvet, annyira tisztán vissza tudok emlékezni minden sorára, mintha a könyv előttem feküdne, azaz mintegy lefényképezem magamban az oldalakat. Kiváló hatodik érzéket fejlesztettem ki, amelynek segítségével számos olyan problémát egyszerűen meg tudok oldani, ami azelőtt órákon át tartó fejtörést és gyötrődést okozott.” Mindezeket életmódjának tulajdonította, hasonlókról tanítványai is beszámoltak.
Utolsó éveinek egy részét leginkább Hawaii szigetén töltötte, ahol több könyvet is írt. 1976-ban Miamiban hunyt el. Halála után vállalatbirodalmát Patricia vezette tovább.

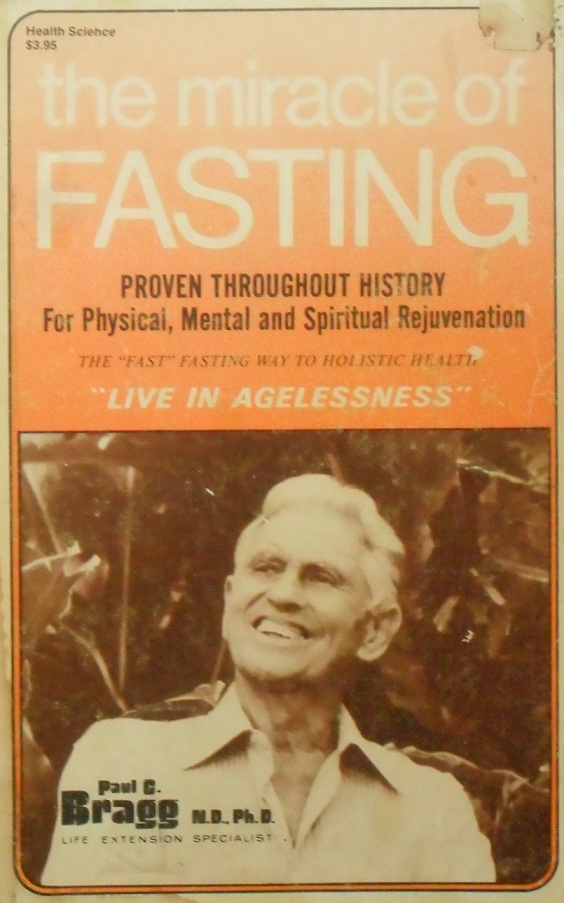
„A böjt csodája” című könyv amerikai változata az 1970-es évekből, a címlapon Paul C. Bragg fotójával

## A böjt csodája
Könyve nem kizárólag a böjtről és a helyes étrendről szól, hanem szinte mindent felölel, ami hatással van az emberi egészségre; még a világhoz való helyes viszonyulást is tárgyalja.  A kulcsszó azonban, amely megnyitja a jó egészséghez vezető bűvös ajtót, nem más, mint a rendszeres böjtölés. Nézete szerint minden embernek szüksége van arra, hogy hetente 24—36 órát, és évente többször 7—10 napot böjtöljön, ami azt jelenti, hogy ezalatt csak vizet iszik.
Az alábbi szócikk A böjt csodája című könyvből összefoglaló.
Könyvében Bragg a saját példáján keresztül bizonyítja, hogy szuper-egészség érhető a megfelelő életmóddal. Csak mi tudunk gondoskodni arról, hogy a szervezetünk jól működjön.
„A testi gyengeség, az ernyedtség mindig bűnös dolognak számított nálam, nemkülönben a szentségtörő visszaélés az emberi testtel… Vallást csináltam testem tökéletes egészségben tartásából, amelyet tudatos munkával érek el. Ragaszkodom a nagy ideálhoz: az állóképességhez, az életerőhöz, az egészséghez és a kitartáshoz. Munkám után állandó osztalékot kapok, felbecsülhetetlen értékű osztalékot, amely lehetővé teszi, hogy »egészségmilliomosnak« hívjam magamat.”
„Sok rosszul gondolkodó ember azt hiszi, hogy energiát nyerünk a gyógyszerekből, az alkoholból, a dohányból, a kávéból, a kólából, ami egy nagy tévedés. Az energia jutalom, amit akkor nyerünk el, ha a természet törvényei szerint élünk annyira, amennyire csak lehetséges… Sosem szabad elfelejtened, hogy meg kell dolgoznod az egészségedért! Azt nem lehet megvásárolni, mert az nem valami szabadon adható-vehető jószág. Nekem határtalan energiám és testi erőm van, és sugárzó, tökéletes egészségben élek, azért, mert megtanultam a Természet törvényeit, és híven követem őket.”
Rossz szokásaink legyengítenek és kimerítenek. Ahogyan romlik erőnlétünk és kimerülünk, úgy fogy el az az energiánk is, aminek segítségével testünk önmagát rendesen meg tudja tisztítani. Az alacsony energiaszint rontja az alapvető kiválasztószervek munkáját; a belek, a vesék, a bőr és a tüdő nem jut elég energiához, és ezért nem tud hatékonyan működni sem. Az a rengeteg méreg pedig, ami nem tudott rendesen kiürülni a szervezetből, elkezd felhalmozódni, és ez egy idő után komoly problémákhoz vezethet.
A mérgek a test különböző részein ülepednek le, nyomni kezdik az idegeket, mi pedig szenvedünk a különböző fájdalmaktól. Ez a természet figyelmeztető jele, hogy nem úgy élünk, ahogyan a természet szerint élnünk kellene.
- „A legtöbb ember azt képzeli, hogy szakíthat a Természet igazságos törvényeivel. Nagyon tévednek. A Természet törvényeit soha senki nem szegheti meg büntetlenül. A ma embere azt hiszi megsértheti ezeket a törvényeket – utána pedig rohan az orvoshoz, hogy az játssza ki a törvényeket és csodákat tegyen vele…”

Nincsenek mellékutak az egészséghez. Az „ahogy esik úgy puffan életmód” az igazi oka annak, hogy miért érezzük magunkat kifacsartnak, gyengének, megviseltnek és öregnek, hiszen úgy élünk, mintha egyenesen az emberi szemétdombra készülnénk.
- „Gyűjts életenergiát böjtöléssel és természetes életmóddal, és a gyötrő kimerültség és a fájdalmak hamarosan el fognak tűnni! A böjt a kulcs a Természet energiaraktárához. A böjt minden sejtet, minden szervet elér, és életerőt ad egész testednek. Senki sem böjtölhet helyetted – ezt a feladatot csak Te végezheted el. Senki sem ehet helyetted.”

A böjtnek az a hatalmas előnye, hogy a második vagy harmadik napon az összes éhségérzet megszűnik, viszont a különleges diétáknak – melyek általában alacsony kalóriatartalmúak – pont az a hátrányuk, hogy a diétázó szinte állandóan szerencsétlennek és éhesnek érzi magát. Úgy érzi, hogy valamit megvonnak tőle, és állandóan valami kiadós étel után vágyakozik. Ha pedig valaki böjtöl, akkor a második vagy a harmadik napon megszűnik az éhségérzete, a gyomra összehúzódik, és a böjtből valójában kellemes élmény lehet.
- „A legtöbb ember nem tudja, mi az igazi élet, csak vegetál ezen a Földön. Testük annyira tele van mérgező anyagokkal, hogy az élet erőfeszítést jelent számukra. Kevesen ébrednek kipihenten és tettre készen, arra várva, hogy az élet kalandjait újra élvezhessék.”

Busásan megtérülő befektetés, ha időt és energiát szentelünk egészségünk megszerzésére és megtartására, mert ezáltal elkerülhetjük a korai öregedést, és cserébe értékes, aktív éveket nyerünk. Az észszerű, logikus, böjtből és a természetes ételek fogyasztásából álló életmódprogramnak a segítségével testünk, lelkünk, szellemünk megújul, és olyan csodás érzésekkel jutalmaz, hogy a böjtölés életünk szerves és nélkülözhetetlen részévé fog válni. Ahogy folyamatosan kitisztul a szervezetünk, egyre erősebbnek érezzük magunkat. Ez a belső erő tesz majd pozitívan gondolkodó, kiegyensúlyozott emberré.
- „Önmagunk megismerése végeláthatatlan vállalkozásnak tűnik, de egyszerű és logikus törvények alkalmazásával az élet nemcsak a legizgalmasabb kalanddá, hanem kimeríthetetlen örömforrássá is válhat. Mindannyiunk ügye és érdeke, hogy elvégezzük az élet »egészségiskoláját«. Tanulj, és folytasd tanulmányaidat egész életed során! Tapasztald meg napról napra, hogy micsoda öröm, gyönyörűség és élvezet az egészséges, boldog, hosszú és energiától duzzadó élet!”
- „A Teremtő azt akarja, hogy mindannyian a Természet egyszerű törvényei szerint éljünk. Ha követed az Ő akaratát, akkor új utak nyílnak meg számodra egy magasabb rendű lét felé.”

## Kritika
A kutatók, így Wade Frazier rámutattak Bragg hamis állításaira, így például a születési dátumának és az élete adatainak meghamisítására, mint például a svájci tuberkulózisos kezeléséről szóló történet kitalált voltára, a nővérének hiányára, akit állítása szerint a saját módszerével gyógyított meg a kóros soványságtól stb., és arra a következtetésre jutottak, hogy Bragg hamis állításai megkérdőjelezik a műveinek az értékét.

## Művei
- The Truth About Sex (1929)
- Cure Yourself (1929)
- Live Food Cook Book and Menus (1930)
- Paul C. Bragg's Personal Health Food Cook Book and Menus (1935)
- The Bragg Toxicless Diet Body Purification and Healing System (1967)
- How to Keep the Heart Healthy and Fit (1968)
- Building Powerful Nerve Force (1969)
- The Shocking Truth About Water: A Universal Fluid of Death (1970)
- Bragg Apple Cider Vinegar System (1972)
- Paul C. Bragg's Four Generation Health Food Cook Book and Menus (1972)
- The Miracle of Fasting (1972)
- Your Hair and Your Health (1972)
- Hi-Protein Meatless Health Recipes (1978, posztumusz)

## Fordítás
- Ez a szócikk részben vagy egészben  a   Paul Bragg című angol Wikipédia-szócikk fordításán alapul.  Az eredeti cikk szerkesztőit annak laptörténete sorolja fel. Ez a jelzés csupán a megfogalmazás eredetét és a szerzői jogokat jelzi, nem szolgál a cikkben szereplő információk forrásmegjelöléseként.

### A böjt csodája
- A böjt csodája (magyarul)
- Miracle of Fasting[halott link] (angolul)